# Paulo Roriz
Paulo Roberto Roriz (Luziânia, 20 de agosto de 1958) é um empresário e político brasileiro filiado ao Movimento Democrático Brasileiro (MDB). É o atual Secretário de Desenvolvimento da Região Metropolitana do Distrito Federal. Integrou a Câmara Legislativa do Distrito Federal entre 2013 a 2015, durante sua sexta legislatura, e de 2007 a 2011, na quinta.

## Biografia
É filho do ex-prefeito e ex-deputado Zequinha Roriz e sobrinho do ex-governador Joaquim Roriz. É casado com Sylvana. Trabalhou como empresário do ramo de refrigerantes. Declarou à Justiça Eleitoral, em 2018, possuir patrimônio de nove milhões de reais.
Filiado ao Partido da Frente Liberal (PFL), Roriz foi eleito deputado distrital na eleição de 2006, com 11.409 votos. Em 2008, foi designado secretário de Habitação no governo liderado por José Roberto Arruda. Após reassumir o mandato parlamentar, durante protestos de estudantes na Câmara diante do mensalão do DEM, pediu para os manifestantes que se retirassem, chamando-os de "palhaços" e fazendo um gesto ofensivo.
Na eleição de 2010, Roriz concorreu à reeleição, mas obteve a suplência, com 16.762 votos. Em 2013, assumiu o mandato parlamentar por conta da cassação do deputado Raad Massouh. Em maio, foi designado pelo governador Agnelo Queiroz como secretário de Desenvolvimento da Região Metropolitana. Deixou o cargo em dezembro após criticar o governo Queiroz.
Roriz concorreu à reeleição em 2014 e não foi eleito, alcançando 10.960 votos. No pleito seguinte, disputou uma vaga na Câmara dos Deputados, pelo Partido da Social Democracia Brasileira (PSDB), também não sendo vitorioso, com 11.970 votos. Em dezembro de 2018, foi anunciado pelo governador eleito Ibaneis Rocha como seu escolhido para comandar a Secretaria de Desenvolvimento da Região Metropolitana.